# فیردیل (پنسیلوانیا)
فیردیل (به انگلیسی: Fairdale) یک منطقهٔ مسکونی در ایالات متحده آمریکا است که در پنسیلوانیا واقع شده‌است. فیردیل ۲٬۰۵۹ نفر جمعیت دارد.